# Rhodanthidium pyrenaeum
Rhodanthidium pyrenaeum là một loài Hymenoptera trong họ Megachilidae. Loài này được Alfken mô tả khoa học năm 1927.